# Wybory prezydenckie w Stanach Zjednoczonych w 1836 roku

Mapa wyborcza Stanów Zjednoczonych w 1836 roku. Liczba na mapie określa liczbę przedstawicieli stanu w Kolegium Elektorów

Wybory prezydenckie w Stanach Zjednoczonych w 1836 roku – trzynaste wybory prezydenckie w historii Stanów Zjednoczonych. Na urząd prezydenta wybrano Martina Van Burena, a wiceprezydentem został Richard Johnson.

## Kampania wyborcza
W wyborach odbywających się w 1836 po raz pierwszy na scenie politycznej pojawiła się Partia Wigów. Nie byli oni jednak jeszcze wówczas silną formacją – stanowili koalicję środowisk, które w latach 1828 i 1832 zapewniły zwycięstwo Jacksonowi, jednak niezadowolonych z jego późniejszej polityki. W skład wigów wchodzili m.in. fiskalni konserwatyści (zwolennicy utrzymania Banku Stanów Zjednoczonych), przeciwnicy okólnika o bilonie (rozporządzenie prezydenta, regulujące sprzedaż ziemi państwowej jedynie za kruszec, a nie za walutę), Narodowi Republikanie i antymasoni. Wigowie byli na tyle niezorganizowaną partią, że wystawili w wyborach trzech kandydatów: Williama Henry’ego Harrisona, Daniela Webstera i Hugh White’a, licząc że żaden z kandydatów nie uzyska większości i wyboru dokona Izba Reprezentantów. Odchodzący prezydent Andrew Jackson jeszcze w 1835 roku zarekomendował, aby jego następcą został dotychczasowy wiceprezydent Martin Van Buren. Partia Demokratyczna udzieliła nominacji Van Burenowi, który miał startować z Richardem Johnsonem. Kampania obfitowała we wzajemne obrzucanie się inwektywami – Van Buren był nazywany „pełzającym płazem” i był pomawiany o bycie pozamałżeńskim synem Aarona Burra. Generała Harrisona przedstawiano natomiast jako nieudolnego żołnierza, nazywając go „bohaterem 40 klęsk”.

## Kandydaci

### Partia Demokratyczna

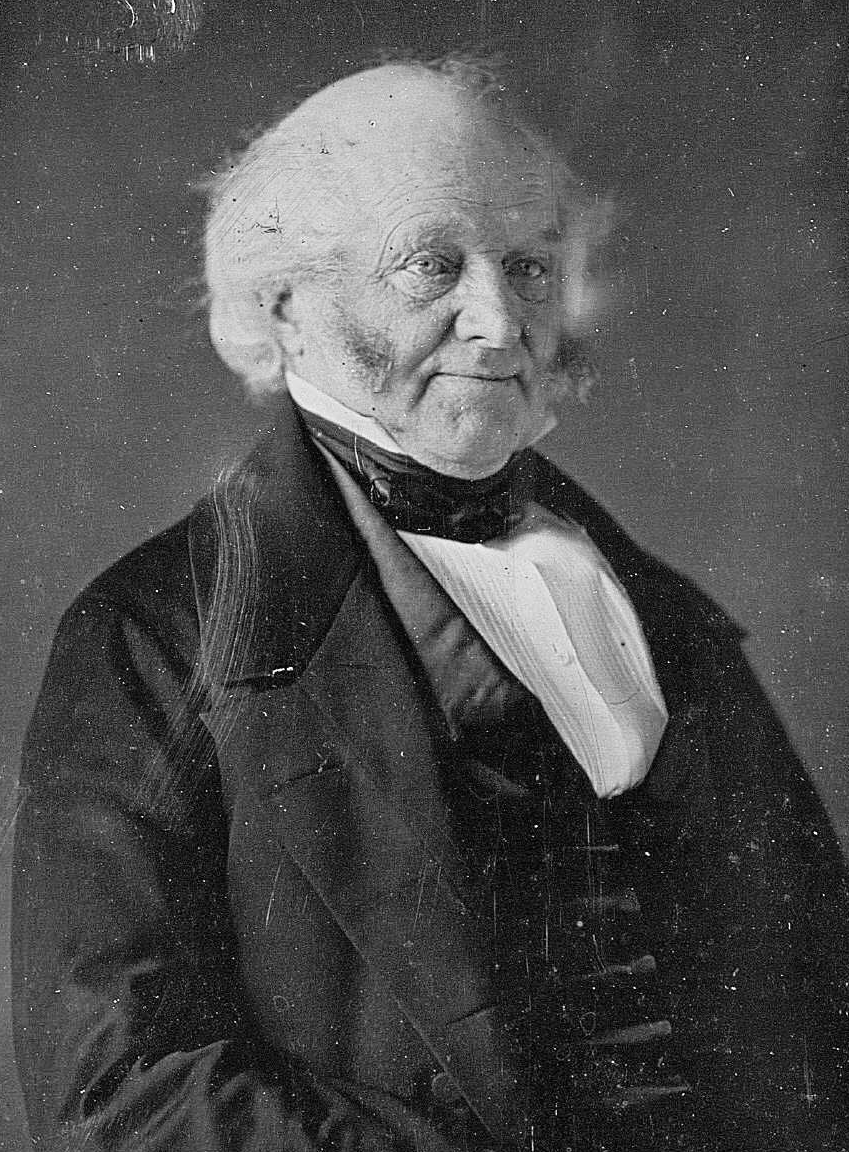
Martin Van Buren
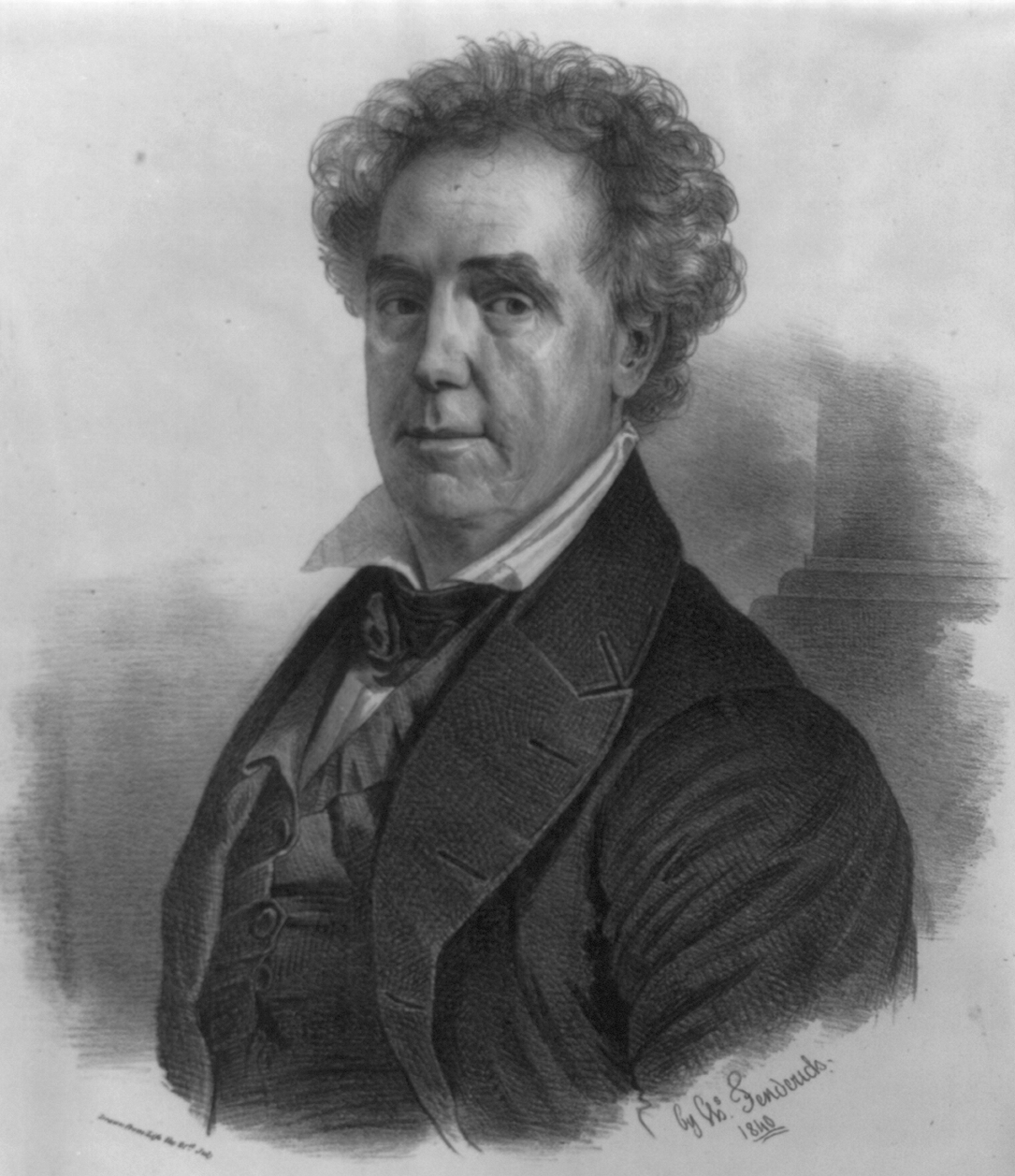
Richard Johnson
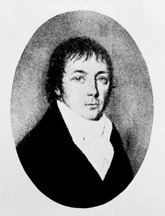
William Smith

### Partia Wigów

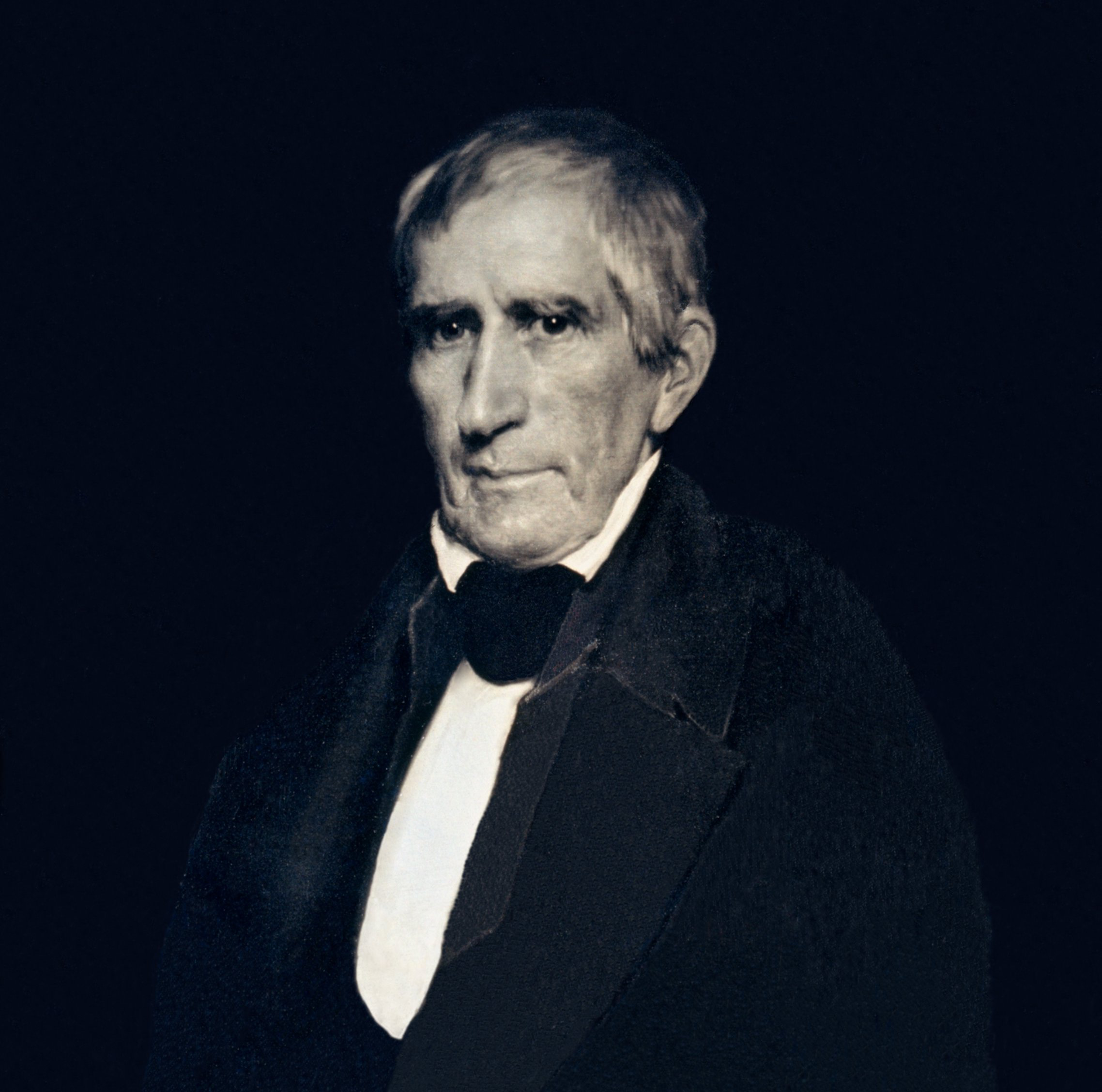
William Henry Harrison
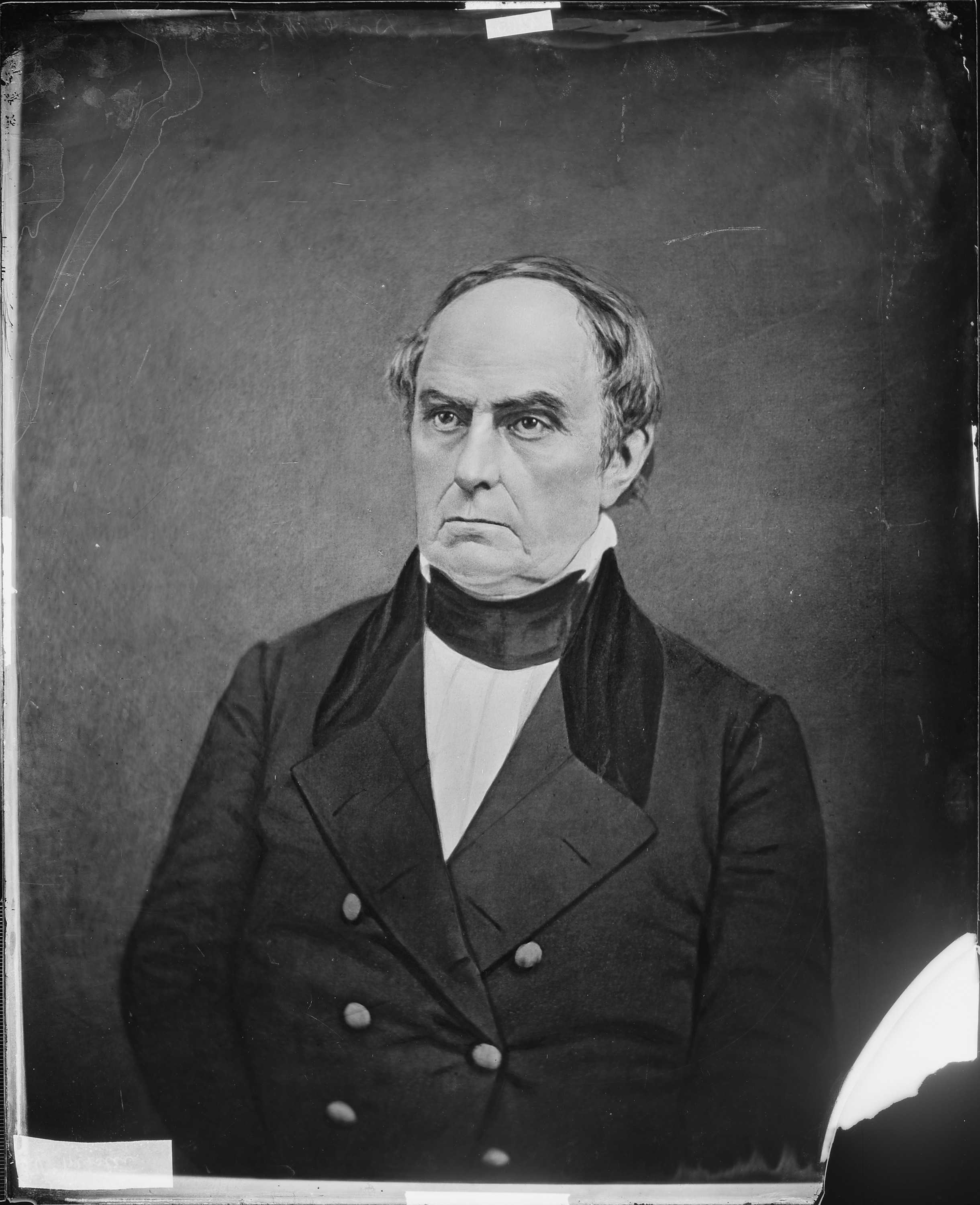
Daniel Webster
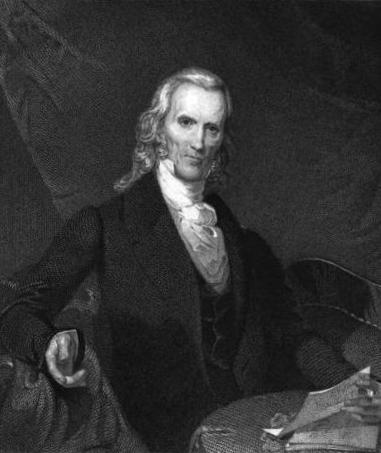
Hugh White
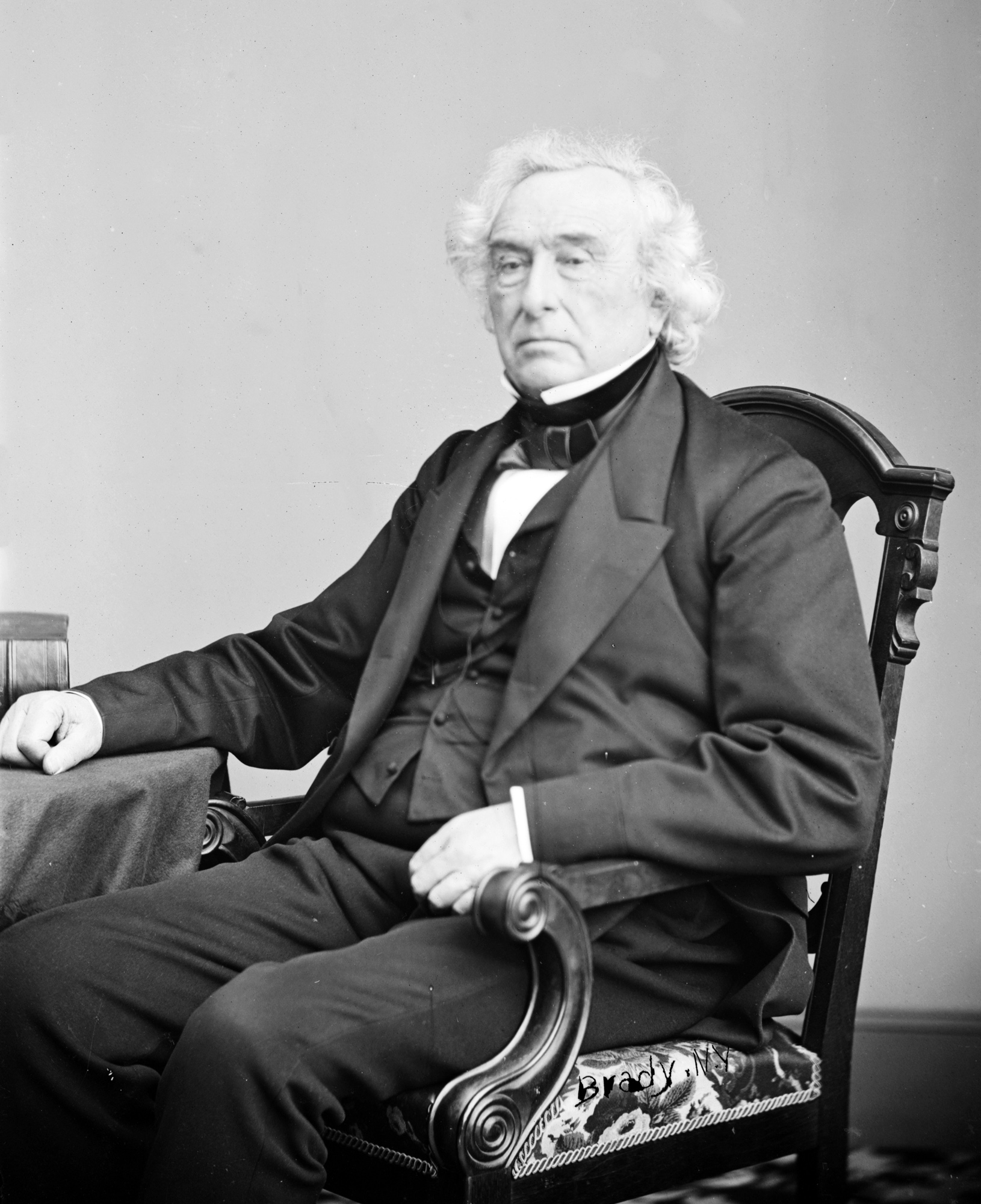
Francis Granger
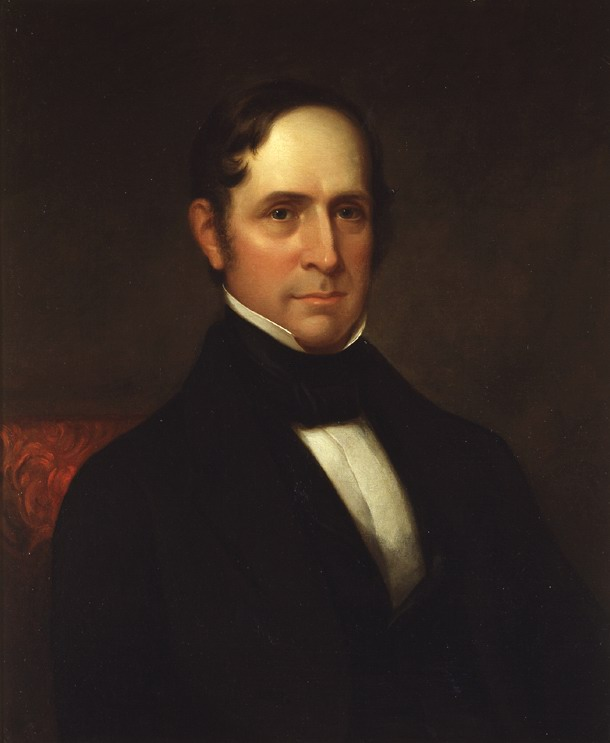
William Mangum
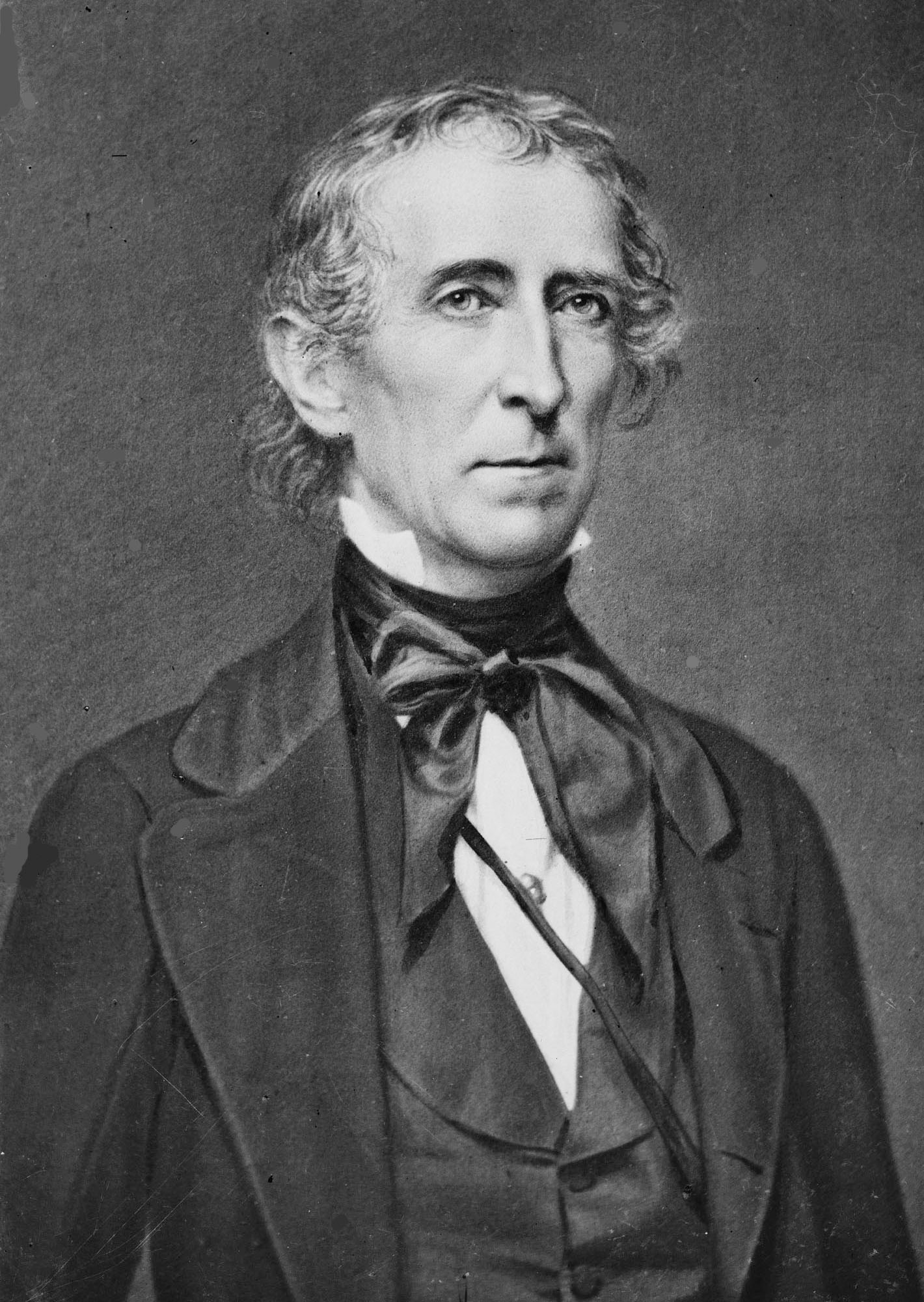
John Tyler

## Wyniki głosowania
Głosowanie powszechne odbyło się w dniach 4 – 23 listopada 1836 roku i wzięło w nim udział 1,5 mln osób. Van Buren uzyskał poparcie 50,8% wobec 36,6% dla Harrisona. Hugh White uzyskał 9,7%, a Daniel Webster 2,7% poparica. Ponadto, nieco ponad 1000 głosów oddano na niezależnych elektorów, głosujących na innych kandydatów. Frekwencja wyniosła 57,8%. W głosowaniu Kolegium Elektorów (zatwierdzonym 10 lutego 1837) Van Buren uzyskał 178 głosów, przy wymaganej większości 148 głosów. Harrisom otrzymał 73 głosy, Hugh White 26 głosów, Daniel Webster – 14, a William Mangum – 11. W głosowaniu wiceprezydenckim najwięcej głosów uzyskał Richard Johnson – 147. Dalsze miejsca zajęli Francis Granger (77 głosów), John Tyler (47 głosów) i William Smith (23 głosy). Ponieważ jednak do większości zabrakło jednego głosu, wyboru musiał dokonać Senat. Johnson uzyskał tam 33 głosy, wobec 17 dla Grangera.
Martin Van Buren został zaprzysiężony 4 marca 1837.
| Kandydat na prezydenta | Partia               | Głosowanie powszechne | Głosowanie powszechne | Kolegium Elektorów |
| Kandydat na prezydenta | Partia               | Głosy                 | Procent               | Kolegium Elektorów |
| ---------------------- | -------------------- | --------------------- | --------------------- | ------------------ |
| Martin Van Buren       | Partia Demokratyczna | 764 176               | 50,8%                 | 170                |
| William Henry Harrison | Partia Wigów         | 550 816               | 36,6%                 | 73                 |
| Hugh White             | Partia Wigów         | 146 107               | 9,7%                  | 26                 |
| Daniel Webster         | Partia Wigów         | 41 201                | 2,7%                  | 14                 |
| Willie Person Mangum   | Partia Wigów         | b.d.                  | b.d.                  | 11                 |
| Łącznie                | Łącznie              | Łącznie               | Łącznie               | 294                |

| Kandydat na wiceprezydenta | Partia               | Kolegium Elektorów | Senat |
| -------------------------- | -------------------- | ------------------ | ----- |
| Richard Johnson            | Partia Demokratyczna | 147                | 33    |
| Francis Granger            | Partia Wigów         | 77                 | 17    |
| John Tyler                 | Partia Wigów         | 47                 | –     |
| William Smith              | Partia Demokratyczna | 23                 | –     |
| Łącznie                    | Łącznie              | 294                | 50    |